# Старі Гумни
Старі Гумни (біл. вёска Старые Гумны) — село в складі Березинського району Мінської області, Білорусь. Село підпорядковане Погостівській сільській раді, розташоване в східній частині області.